# Hanzakoma
Hanzakoma o Hamzakoma es una comuna rural del Cercle de Gourma-Rharous en la región de Tombouctou en Malí. La comuna contiene 19 pueblos y en el censo de 2009 tenía una población de 7.929. El pueblo principal (chef-lieu) es Minkiri.